# أرنولد بلانش
أرنولد بلانش (بالإنجليزية: Arnold Blanch)‏ هو رسام أمريكي، ولد في 4 يونيو 1896 في مانتورفيل في الولايات المتحدة، وتوفي في 1968 في وودستوك ‏ في الولايات المتحدة.

## وصلات خارجية
- أرنولد بلانش على موقع ديسكوغز (الإنجليزية)